# 马克斯·普朗克地外物理研究所
马克斯·普朗克地外物理研究所（德語：Max-Planck-Institut für extraterrestrische Physik，縮寫：MPE）是德国的一所天文学科研机构，位于加兴，主要致力地外空间和天体物理现象的研究。

## 历史沿革
1991年，马克斯·普朗克物理与天体物理研究所拆分为马克斯·普朗克地外物理研究所、马克斯·普朗克物理研究所和马克斯·普朗克天体物理研究所。